# 梅普爾瓦利 (印第安納州)
梅普爾瓦利（英語：Maple Valley）是位於美國印地安納州亨利縣的一個非建制地區。該地的面積和人口皆未知。